# Ampelisca anisuropa
Ampelisca anisuropa är en kräftdjursart. Ampelisca anisuropa ingår i släktet Ampelisca och familjen Ampeliscidae. Inga underarter finns listade i Catalogue of Life.